# Ánimas
Ánimas (auch: Animas) ist eine Ortschaft im Departamento Potosí im Südteil des südamerikanischen Anden-Staates Bolivien.

## Lage im Nahraum
Ánimas gehört mit dem Nachbarort Siete Suyos zu den bevölkerungsreichsten Ortschaften im Kanton Chocaya im Municipio Atocha in der Provinz Sur Chichas. Die Minensiedlung liegt in einer Höhe von 4177 m südwestlich von Atocha am Ufer des sporadisch fließenden Río Chocaya, der zum Río Atocha führt. Nächstgelegene Ortschaften sind die Minensiedlung Siete Suyos drei Kilometer nordöstlich von Ánimas, und die Siedlung Chocaya südwestlich von Ánimas am Ende des Chocaya-Tales. Die Bergrücken nordwestlich und südöstlich von Ánimas erreichen Höhen von bis zu 4400 m.

## Geographie
Ánimas liegt auf dem bolivianischen Altiplano in den nördlichen Ausläufern der Anden-Gebirgskette der Cordillera de Lípez. Das Klima der Region ist arid und weist ein deutliches Tageszeitenklima auf, bei dem die mittleren täglichen Temperaturschwankungen stärker ausfallen als die Temperaturschwankungen im Jahresverlauf.
Die mittlere Jahrestemperatur der Region liegt mit etwa 8 °C aufgrund der Höhenlage um etwa 3 °C niedriger als in Atocha (vergleiche Klimadiagramm Atocha), mit einem Monatsdurchschnittswert von 3 °C im Juni/Juli und 10 °C von November bis März. Der Jahresniederschlag beträgt niedrige 200 mm, wobei die Monate April bis Oktober nahezu niederschlagsfrei sind. Nur von November bis März fallen nennenswerte Niederschläge, mit einem Maximum von etwa 50 mm Monatsniederschlag im Januar.

## Verkehrsnetz
Ánimas liegt in einer Entfernung von 305 Straßenkilometern südwestlich von Potosí, der Hauptstadt des Departamentos.
Von Potosí aus führt die überregionale Nationalstraße Ruta 5 in südwestlicher Richtung 208 Kilometer bis nach Uyuni am Salzsee Salar de Uyuni. Die Stadt Uyuni ist über die 197 Kilometer lange Ruta 21 mit der Stadt Tupiza verbunden, die etwa auf halber Strecke durch Atocha führt. Von Uyuni kommend zweigt an der Mündung des Río Chocaya acht Kilometer vor Atocha eine unbefestigte Landstraße in südwestlicher Richtung ab, die nach neun Kilometer Ánimas erreicht und nach weiteren vier Kilometern die Minensiedlung Chocaya.

## Bevölkerung
Die Einwohnerzahl von Ánimas ist in den vergangenen beiden Jahrzehnten auf nahezu das Doppelte angestiegen:
| Jahr | Einwohner | Quelle       |
| ---- | --------- | ------------ |
| 1992 | 655       | Volkszählung |
| 2001 | 1025      | Volkszählung |
| 2012 | 1599      | Volkszählung |
| 2024 |           | Volkszählung |

Ein großer Anteil der regionalen Bevölkerung gehört zur Volksgruppe der Quechua, bei der Volkszählung im Jahr 2001 sprachen 70 Prozent der Bevölkerung im Municipio Atocha Quechua.

## Mineralfunde
Das ganze Gebiet im Kanton Chocaya ist sehr mineralreich und entsprechend viele Minerale konnten auch in Ánimas nachgewiesen werden. Da sich die Bergwerke von Animas, Siete Suyos, Oploca und Chocaya aber alle im selben Gangsystem der umliegenden Berge bewegen, ähneln sich auch die Erz- und Mineralfunde in den Minen zwangsläufig. Zudem liegen die Ortschaften nur wenige Kilometer auseinander. Zuordnungsschwierigkeiten und Irrtümer auf Seiten der verschiedenen Sammler und Forscher sind daher nicht auszuschließen. Bei der Beschriftung der Mineralproben bzw. in den Listen wissenschaftlicher Literaturen findet sich daher oft auch die vereinfachte Fundortbeschreibung „Chocaya-Animas“-Mine.
In den Gruben von Ánimas konnten bisher folgende Minerale gefunden werden: Apatit, Argyrodit, Arsenopyrit, Augelith, Bismuthinit, Canfieldit, Chalkopyrit, Fizélyit, Franckeit, Freibergit, Galenit, Gips, Hocartit, Jamesonit, Kassiterit (Varietät Holzzinn), Löllingit, Markasit, Miargyrit, Owyheeit, Pyrit, Quarz, Quatrandorit (früher: Andorit IV), Ramdohrit, Roshchinit, Siderit, Sphalerit, Stannit, Stephanit, Tetraedrit, Wavellit, Wurtzit und Zinkenit. Für das Mineral Aramayoit ist Ánimas zudem Typlokalität.